# Motorhispania

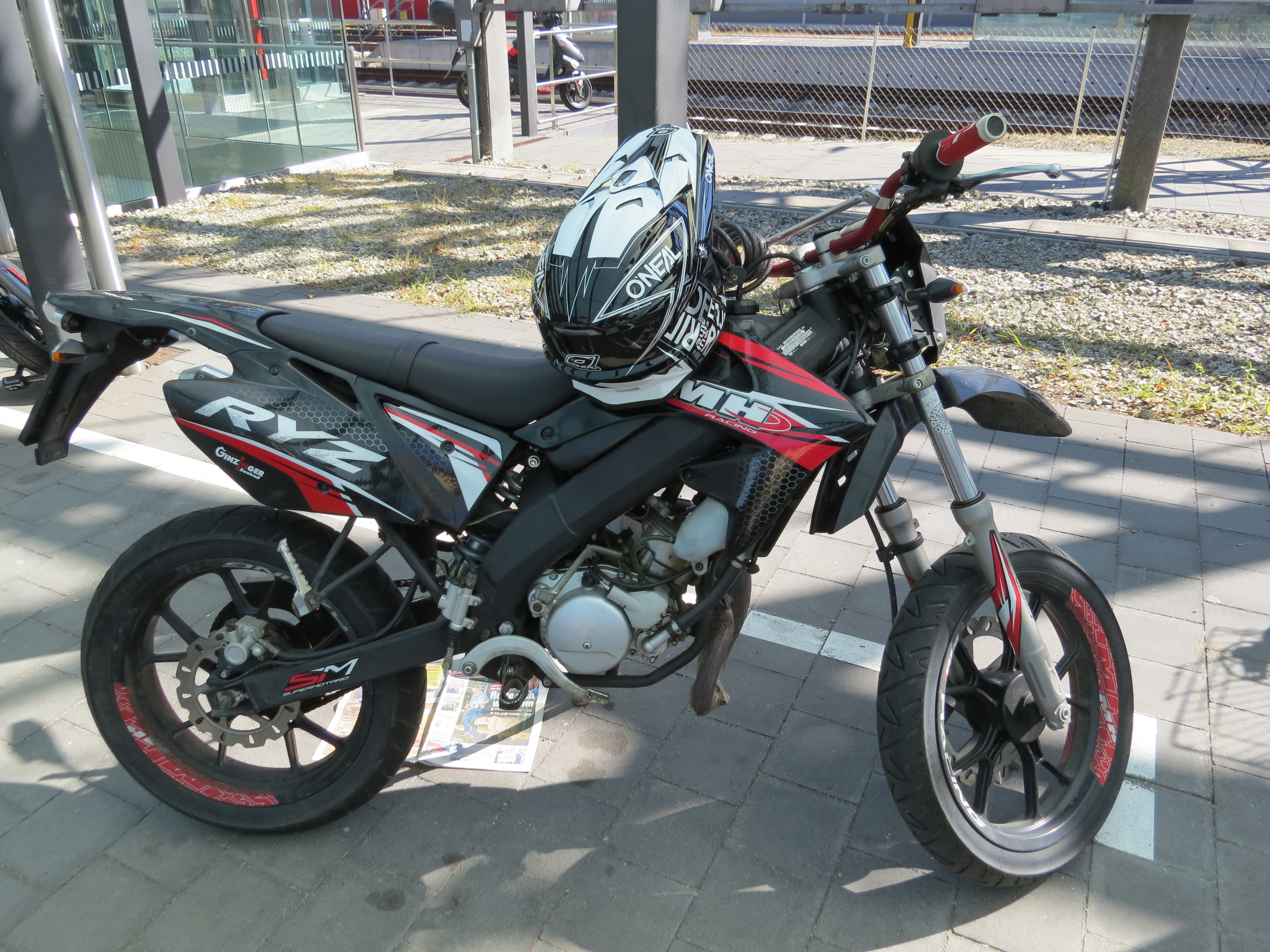
Motorhispania RYZ 50 in Österreich (2017)

Motorhispania (oder MH Motorcycles) war ein spanischer Hersteller von Motorrädern und ist heute eine Marke, unter der Motorräder des Herstellers Zongshen verkauft werden.

## Geschichte
Das Unternehmen wurde 1948 vom ehemaligen Fiat-Manager Oscar Rava in Barcelona gegründet, nachdem dieser aufgrund seiner jüdischen Abstammung aus Italien geflohen war. Bereits seit 1942 betrieb Rava eine Autowerkstatt für Lancia und andere Automarken und Fahrräder. Mit der Gründung von Motorhispania wurden Modelle von Moto Guzzi importiert und in Lizenz produziert, etwa die erfolgreiche Guzzino 65, der Lario 110, der Guzzi 49, der Dingo 49 (1973) oder der Dingo 75. Schon bald nach der Gründung zog das Unternehmen nach Sevilla um, wo es bald im Industrias Subsidiarias de Aviación, einem 1938 gegründeten und überwiegend in der Luftfahrt tätigen Zulieferer aufging, der bereits zuvor die Produktion der Motorräder übernommen hatte.
Im Jahr 1988 erwarb Eusebio Gallego die Fabrik und baute sie weiter aus. Mehr als 100 Mitarbeiter produzierten jährlich rund 16.000 Motorräder. 85 % der Produktion wurden exportiert.
Als Folge der Wirtschaftskrise ab 2008 musste auch Motorhispania im Jahr 2014 schließen. Ein Jahr später wurden die Marke und Materialbestände vom Unternehmen Jovicelect S.L. aus Sevilla übernommen, das Ersatzteile und Zubehör für Motorräder herstellt. Verkauft werden Motorräder des chinesischen Herstellers Zongshen.